# Notoxenus spinifer
Notoxenus spinifer är en kräftdjursart som beskrevs av Hodgson 1910. Notoxenus spinifer ingår i släktet Notoxenus och familjen Paramunnidae. Inga underarter finns listade i Catalogue of Life.